# Ballylongford
Béal Átha Longfoirt (en anglais Ballylongford) est un village du Comté de Kerry près de Listowel en Irlande.

## Monuments
- Château de Carrigafoyle
- Abbaye de Lislaughtin